# Ольшево (Мронґовський повіт)
Ольшево (пол. Olszewo, нім. Olschewen; 1938-45: Erlenau) — село в Польщі, у гміні Міколайки Мронґовського повіту Вармінсько-Мазурського воєводства.
Населення — 377 осіб (2011).
У 1975-1998 роках село належало до Сувальського воєводства.

## Демографія
Демографічна структура станом на 31 березня 2011 року:
|          | Загалом | Допрацездатний вік | Працездатний вік | Постпрацездатний вік |
| -------- | ------- | ------------------ | ---------------- | -------------------- |
| Чоловіки | 191     | 50                 | 122              | 19                   |
| Жінки    | 186     | 38                 | 104              | 44                   |
| Разом    | 377     | 88                 | 226              | 63                   |